# Nelson Cruz (friidrottare)
Nelson Cruz, född 31 december 1977, är en friidrottare från Kap Verde. Han deltog vid olympiska sommarspelen 2008.